# Fábrica de Faianças das Caldas da Rainha
A Fábrica de Faianças das Caldas da Rainha localiza-se na cidade de Caldas da Rainha, sede do município homónimo, distrito de Leiria, em Portugal.

## História

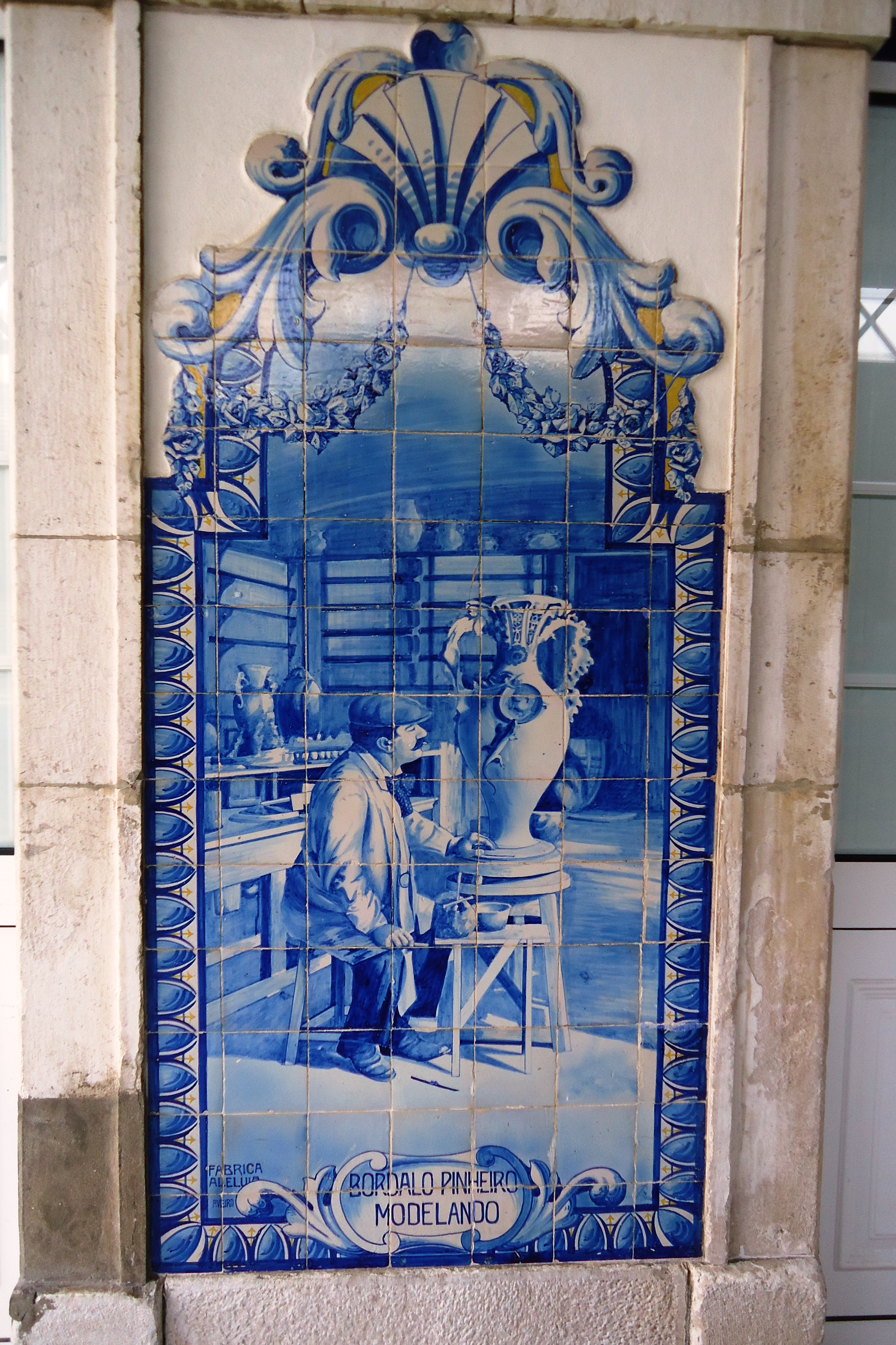
"Bordalo Pinheiro Modelando", painel de azulejos da Fábrica Aleluia (Aveiro), na estação de caminhos-de-ferro de Caldas da Rainha.

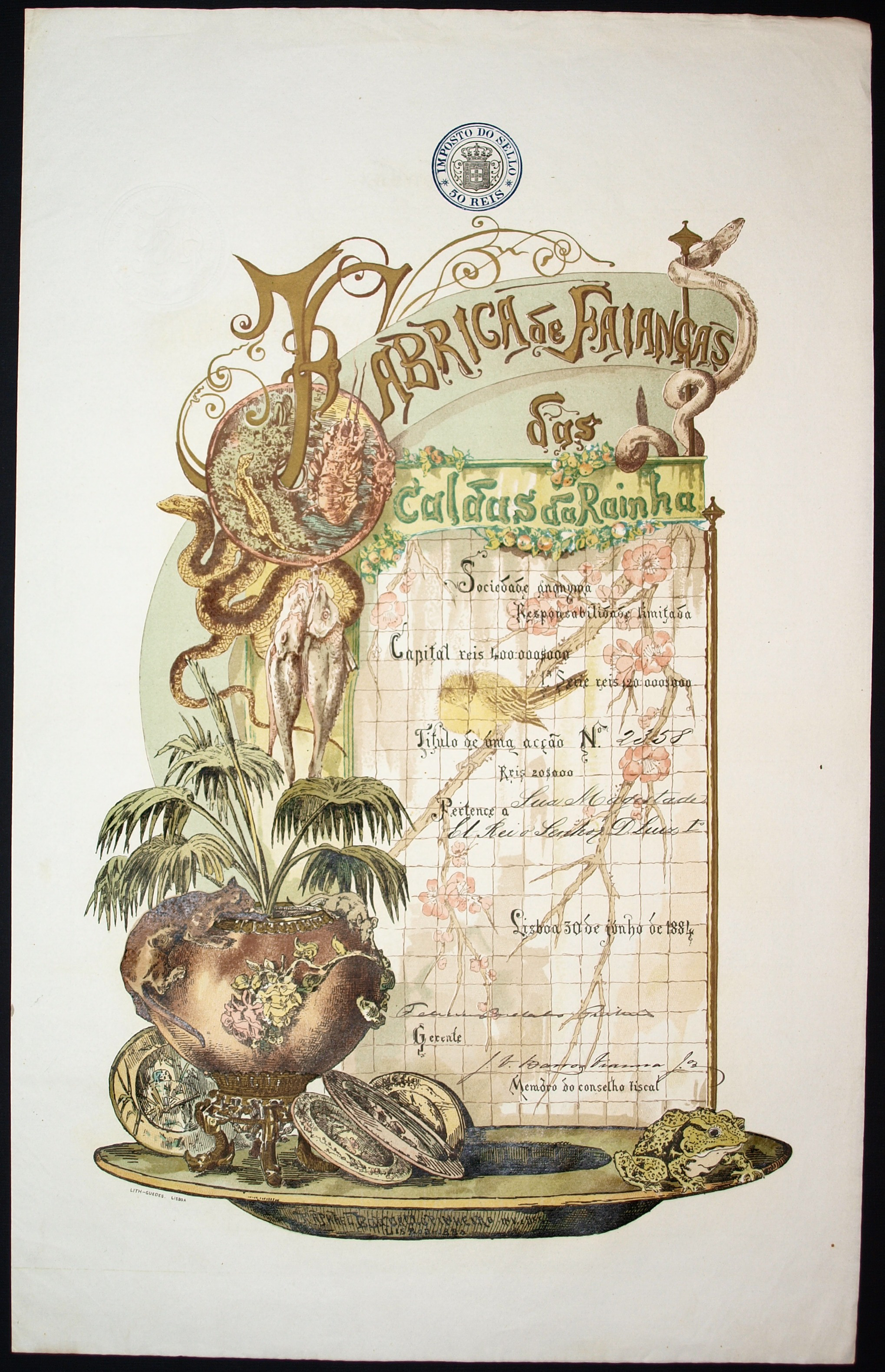
Título de acção da Fábrica de Faianças das Caldas da Rainha, datado de 1884.

A fábrica nasceu de um projeto de Rafael Bordalo Pinheiro, com o apoio de seu amigo Ramalho Ortigão, da sua irmã Maria Augusta e de seu irmão Feliciano Bordalo Pinheiro
O terreno, com 80 000 metros quadrados, foi adquirido à época por dois contos de réis. Nele existiam duas nascentes de água e dois barreiros, matérias-primas essenciais para o projetado fabrico de telhas, tijolos, louça artística. A escritura de constituição da fábrica, como sociedade anónima de responsabilidade limitada, foi assinada a 30 de Junho de 1884. A direção foi entregue pelos accionistas fundadores a dois directores, Rafael (responsável pelos aspectos técnico-artísticos) e seu irmão Feliciano Bordalo Pinheiro (responsável pelos aspectos organizativos).
Rafael de imediato se encarregou da conceção arquitectónica das instalações. Como resultado, foi erguido um pavilhão de dois andares com dois corpos laterais de pavimentos térreos, destinados a aulas e depósito de louça, envolvido por um parque ajardinado e arborizado, e um grande edifício de um só pavimento onde estavam instaladas as máquinas e as oficinas, para além de três fornos. O conjunto incluía ainda um grande pavilhão para venda e armazenamento dos produtos acabados.
O objetivo social da empresa era o de "explorar a indústria cerâmica no ramo especial das faianças", e propunha-se a lançar no mercado, além de produtos de cerâmica ornamental e de revestimento, e louça do tipo que então se cultivava nas Caldas: "objectos da mais fina faiança estampados com gravuras originais para usos ordinários, e louça ordinária para os usos das classes menos abastadas".
Em 1881, Ramalho Ortigão fazia a seguinte descrição da nova fábrica:
"Uma máquina a vapor de 25 cavalos de força com caldeira tubular de Danayer, reparte o movimento em trabalho contínuo por todas as secções desta olaria modelo. O barro principia por entrar no pilão; passa consecutivamente aos cruos; percorre os tanques, em que uma máquina eléctrica de Fauce de Limoges, depura a massa, extraindo-lhe pelo imã todos os resíduos metálicos; é novamente batido, amassado mecanicamente, reduzido à mais perfeita plasticidade; e acaba por sair às talhadas, subdividido em pães, para ser trabalhado na roda ou no torno. Os tornos e as rodas são igualmente movidos a vapor, correspondendo uma correia de transmissão a cada grupo de oleiros. Mesas circulares, tendo no oco do centro o lugar do monitor ou contramestre, são destinadas aos escultores, aos louceiros formistas e aos pintores vidreiros. As prensas de estampagem ocupam uma casa especial devidamente aquecidas a vapor. A fábrica tem ainda 2 moinhos para vidro, 4 moinhos para tintas, uma galga, 7 fornos para tijolo e telha, 3 fornos para louça artística, dois grandes e magníficos fornos de Minton para a louça de pó de pedra, 1 forno de calcinação e uma mufla."
A produção da fábrica englobava assim a azulejaria e materiais de construção, cerâmica utilitária e peças decorativas, onde a ""Art nouveau" se manifestaria de modo singular, com a criação de uma galeria de personagens característicos da sociedade portuguesa do final do século XIX.
Os seus produtos foram apresentados em diversas exposições nas salas do Comércio de Portugal (1886), no Ateneu Comercial do Porto e na Exposição Industrial de Lisboa (1888), na Exposição Universal de 1889, nas de Antuérpia (1894) e Espanha (1895) e na dos Estados Unidos da América (1905).
A produção de cerâmica artística conheceu três etapas nesse período:
- 1.ª fase (1885-1889)
- 2.ª fase (1889-1899)
- 3.ª fase (1899-1905)

Uma grave crise financeira na fábrica levou à sua falência em 1907 e à sua venda, em hasta pública, por 7600$00.
Posteriormente, Manuel Gustavo Bordalo Pinheiro, filho de Rafael, prosseguindo o trabalho do pai, em 1908 fundou a Fábrica de San Rafael, cuja direção assumiu. 
Manuel Gustavo assumiu a missão de salvaguarda da memória do seu pai, continuando a sua obra, permitindo que esta tradição cerâmica chegasse ao presente. Após a morte de Manuel Gustavo, em 1920, um grupo de ilustres caldenses, juntamente com os operários deram continuidade à empresa que, após a grave crise de 2008, é adquirida pelo Grupo Visabeira que lhe assegurou a continuidade produtiva atual.
Posteriormente, em agosto de 2018, a Vista Alegre comprou, ao grupo Visabeira por 48,5 milhões de euros, a sociedade Cerutil -  Cerâmicas Utilitárias, sociedade esta que detinha a totalidade do capital social da Bordalgest, a qual, por sua vez, detinha 83,99% do capital social da sociedade Faianças Artísticas Bordalo Pinheiro, S.A..
Esta fábrica que se encontra em funcionamento, o Museu de José Malhoa e o Museu de Cerâmica são referências ainda hoje na cidade das Caldas da Rainha.